# Кравцов Іван Семенович
Іва́н Семе́нович Кравцо́в (22 липня 1927, село Хуторське, тепер Ракитянського району Бєлгородської області, Російська Федерація — 18 серпня 2012, місто Кривий Ріг Дніпропетровської області) — український радянський діяч, новатор виробництва у промисловому будівництві. Герой Соціалістичної Праці (5.04.1971). Член ЦК КПУ в 1971—1986 р.

## Біографія
З 1952 року — тесля, бригадир теслярів, бригадир комплексної бригади теслярів-бетонників будівельного управління «Промбуд-3» тресту «Криворіжаглобуд» міста Кривого Рогу Дніпропетровської області.
Член КПРС з 1962 року.
У 1974 році закінчив Криворізький технікум рудникової автоматики Дніпропетровської області.
Ініціатор впровадження методу бригадного підряду в промисловому будівництві Кривбасу.
Потім — на пенсії у місті Кривому Розі Дніпропетровської області.

## Нагороди
- Герой Соціалістичної Праці (5.04.1971)
- два ордени Леніна (1966, 5.04.1971)
- орден Трудового Червоного Прапора (1986)
- орден Жовтневої Революції (1974)
- медалі
- заслужений будівельник Української РСР (1976)